# Misano Adriatico
Misano Adriatico là một đô thị của tỉnh Rimini ở vùng Emilia-Romagna, có vị trí khoảng 120 km về phía đông nam của Bologna và khoảng 14 km về phía đông nam của Rimini.
Misano Adriatico giáp các đô thị: Cattolica, Coriano, Riccione, San Clemente, San Giovanni in Marignano.
Đây là một thị xã ven biển có một vài khu nghỉ mát.